# José Couceiro
José Couceiro, né le 4 octobre 1962 à Lisbonne, Portugal (de son nom complet José Júlio de Carvalho Peyroteo Martins Couceiro), est un entraîneur de football portugais.Il est actuellement l'entraineur de Vitoria Setubal.  Il est actuellement Directeur sportif du Portugal.
Le 26 février 2011 il devient entraineur provisoire du Sporting à la suite de la démission de Paulo Sergio.
Classé huitième au bout de 16 journées de championnat le club de Lokomotiv Moscou annonce le 1er juillet que José Couceiro sera le nouvel entraîneur indiquant que "José Couceiro vise la création et la réalisation d'une stratégie de développement et non seulement un résultat immédiat". Il succède ainsi à Vladimir Maminov.

## Parcours de joueur
- 1981-1982 :  Mortijo
- 1982-1985 :  Barreirense
- 1985-1986 :  Atlético CP
- 1986-1988 :  Torreense
- 1988-1989 :  Oriental
- 1989-1991 :  Torreense
- 1991-1992 :  Estrela da Amadora

## Parcours d'entraîneur
- 2002-2004 :  FC Alverca
- 2004-jan. 2005 :  Vitoria Setubal
- Fév. 2005-2005 :  FC Porto
- 2008-Mar. 2009 :  FBK Kaunas
- Sep. 2008-Fév. 2010 :  Lituanie
- Avr. 2009-2010 :  Gaziantepspor
- Mars 2011-2011 :  Sporting CP
- 2011-2012 :  Lokomotiv Moscou
- oct. 2013-2014 :  Victoria Setubal
- 2014-mars 2015 :  Estoril
- 2016-2018 :  Vitoria Setúbal

## Palmarès d'entraîneur
- Néant